# مقاطعة فيلا كلارا
مقاطعة فيلا كلارا (بالإنجليزية: Villa Clara Province)‏ هي مقاطعة في كوبا، تتبع كوبا، بلغ عدد سكانها 803٬562 نسمة، عاصمتها سانتا كلارا، تبلغ مساحتها 8٬413٫13 كيلومتر مربع.

## الموقع
تشترك في الحدود مع:
- ماتنزاس
- سانكتي سبيريتوس
- سينفويغوس.

## التقسيمات الإدارية
- بلدية كاباريان
- كاماخوانيه [الإنجليزية]‏
- Cifuentes, Cuba [الإنجليزية]‏
- Corralillo [الإنجليزية]‏
- Encrucijada [الإنجليزية]‏
- Manicaragua [الإنجليزية]‏
- بلاسيتاس
- Quemado de Güines [الإنجليزية]‏
- Ranchuelo [الإنجليزية]‏
- Remedios, Cuba [الإنجليزية]‏
- Sagua La Grande [الإنجليزية]‏
- سانتا كلارا
- Santo Domingo, Cuba [الإنجليزية]‏.

## أعلام
- ألكسيس فيلا
- أورلاندو هرنانديز
- يوسفاني فيتيا
- أورلاندو بوش
- روبيرتو ليناريس